# 안양서초등학교
안양서초등학교는 대한민국 경기도 안양시 만안구에 있는 공립 초등학교이다.

## 학교 연혁
- 1972. 11. 25. 안양서국민학교 개교
- 1974. 02. 14. 문교부지정 새교육체제 연구학교 운영보고
- 1985. 12. 27. 체육부지정 급식학교 운영보고
- 1993. 10. 25. 경기도교육청지정 식생활개선시범학교 운영보고
- 1996. 03. 01. 안양서초등학교로 개명
- 2000. 02. 12. 경기도교육청지정 영어교육자율시범학교 운영보고
- 2001. 11. 20. 경기도교육청지정 열린교육시범학교 운영보고
- 2003. 03. 01. 경기도교육청지정 특수교육시범학교 운영
- 2011. 03. 01. 안양혁신교육지구학교지정 운영(5년간)
- 2011. 09. 01. 제13대 김형희 교장 부임
- 2012. 03. 01. 경기도교육청 혁신학교지정 운영
- 2015. 02. 13. 제42회 졸업 120명 (총인원 13,917명)
- 2015. 03. 01. 31학급 편성(일반31, 특수2, 유치원2)